# Талас
Талас (до 1937 года — Дмитриевка) — город областного значения в Кыргызстане, административный центр Таласской области и района.

## Административно-территориальное деление
В состав Таласской области входят 4 района — Бакай-Атинский район, Айтматовский район, Манасский район и Таласский район.
В области один город (г. Талас — областного подчинения), 37 аильных аймаков, 91 сельский населённый пункт.

## История
Город был основан в 1877 году русскими переселенцами в центральной части Таласской долины на левом берегу реки Талас, на месте древнего поселения времён Восточно-тюркского каганата, на высоте 1200 метров над уровнем моря.
Ранее назывался Дмитриевка. В 1944 году был присвоен статус города. 29 октября 1958 года утратил статус города областного подчинения. В город Талас 2 февраля 1987 года включено село Джаны-Чек из сельсовета Сорок лет Октября Таласского района.

## География
Расположен в северо-восточной части Таласской долины на высоте 1280 м над уровнем моря, в пойме реки Талас, в 360 км к западу от столицы Кыргызстана города Бишкек, в 90 км восточнее железнодорожной станции Джамбул (Казахстан) и в 90 км западнее шоссе Бишкек — Ош.

### Климат
Климат континентальный, засушливый. Самая высокая среднемесячная температура наблюдается в июле и составляет +30, самая низкая среднемесячная температура в январе и составляет −9,6 °С. Годовая норма осадков составляет 300—400 мм.
| Показатель                                                              | Янв. | Фев. | Март | Апр. | Май | Июнь | Июль | Авг. | Сен. | Окт. | Нояб. | Дек. | Год |
| ----------------------------------------------------------------------- | ---- | ---- | ---- | ---- | --- | ---- | ---- | ---- | ---- | ---- | ----- | ---- | --- |
| Средний суточный максимум, °C                                           | 2    | 4    | 8    | 16   | 21  | 26   | 30   | 27   | 23   | 16   | 10    | 4    |     |
| Средний суточный минимум, °C                                            | −9   | −8   | −2   | 4    | 8   | 12   | 13   | 12   | 7    | 2    | −2    | −7   |     |
| Норма осадков, мм                                                       | 11   | 10   | 23   | 31   | 30  | 21   | 12   | 9    | 7    | 15   | 18    | 14   | 201 |
| Источник: Яндекс погода. pogoda.yandex.ru. Дата обращения: 21 мая 2022. |      |      |      |      |     |      |      |      |      |      |       |      |     |

| Показатель                                                                               | Янв. | Фев. | Март | Апр. | Май  | Июнь | Июль | Авг. | Сен. | Окт. | Нояб. | Дек. | Год  |
| ---------------------------------------------------------------------------------------- | ---- | ---- | ---- | ---- | ---- | ---- | ---- | ---- | ---- | ---- | ----- | ---- | ---- |
| Средний суточный максимум, °C                                                            | 2,6  | 2,9  | 11,2 | 17,3 | 23,1 | 27,3 | 29,2 | 28,2 | 23,9 | 17,1 | 9,4   | 3,9  | 16,4 |
| Средняя температура, °C                                                                  | −3,5 | −2,6 | 5,2  | 10,9 | 16,0 | 20,0 | 21,7 | 20,4 | 15,7 | 9,8  | 3,4   | −1,9 | 9,6  |
| Средний суточный минимум, °C                                                             | −9,6 | −8,3 | −1   | 4,4  | 8,9  | 12,7 | 14,1 | 12,6 | 7,4  | 2,4  | −3    | −7,7 | 2,7  |
| Источник: www.weatheronline.co.uk. www.weatheronline.co.uk. Дата обращения: 21 мая 2022. |      |      |      |      |      |      |      |      |      |      |       |      |      |

## Население
По данным переписи 2009 года национальный состав города был: киргизы — 29 288 чел. (88,9 %), русские — 2127 чел. (6,6 %), узбеки — 435 чел. (1,3 %), украинцы — 239 чел. (0,7 %), немцы — 214 чел. (0,6 %), турки — 158 чел. (0,5 %), казахи — 155 чел. (0,5 %).
| Год  | Население |
| ---- | --------- |
| 2021 | 40 308    |
| 2009 | 32 886    |
| 1999 | 32 638    |
| 1989 | 30 717    |
| 1979 | 22 958    |
| 1970 | 20 086    |
| 1959 | 13 529    |
| 1939 | 6 247     |

Население района — 70 642 человек (2021).

## СМИ
Областная телерадиокомпания «ТТР», информационно-развлекательный телеканал «Next TV», общинное радио «Радиомост», народная газета города Талас «Жаны Багыт» («Новое направление»), областная газета «Талас турмушу» («Жизнь Таласа»).

## Торговля
Центром торговли в городе является центральный рынок расположенный в самом центре города.

## Инфраструктура

### Аэропорт
Аэропорт города Талас был введен в эксплуатацию в 1979 году и расположился на высоте 1 тысяча 266 метров над уровнем моря.
На 2018 года имелась одна асфальтобетонная искусственная взлетно-посадочная полоса и аэродром не был сертифицирован. Несмотря на убыточность региональных аэропортов, ОАО «МАМ» за счет собственных средств поддерживала их в эксплуатационном состоянии и содержала штат сотрудников.
В 2022 году в аэропорту «Талас» проводилась комплексная реконструкция, в декабре 2023 года работы были завершены.
В 2024 году Аэропорт был полностью отремонтирован и открыт.

## Экономика
Город Талас является административным центром области. Пищевая и перерабатывающая промышленности являются одним из приоритетных отраслей экономики города и сориентирована на переработку местного сельскохозяйственного сырья.
В Таласе сосредоточено и функционируют свыше 24 % общего количества предприятий области. Пищевая и перерабатывающая промышленности являются одними из приоритетных отраслей экономики города и ориентированы в основном на переработку местного сельскохозяйственного сырья. В настоящее время в городе действует 6 мини-пекарен по производству хлеба и хлебобулочных изделий, 4 мини-мельницы по производству муки различного сорта, 2 мебельных цеха, 6-пилорам, 2 убойных цеха, 1 макаронный цех, 2 мини-сырзавода, 2 швейных цеха и другие предприятия малого и среднего бизнеса.

## Достопримечательности
Для туристов город привлекателен тем, что предлагает увлекательный отдых в таких зонах как: «Бешташ», «Манас», «Кировское», «Чандылаш» и «Токтогул». В селах, приближенных к туристическим зонам, организованы семейные гостиничные комплексы: Коксай, Карабуура, Бакайыр, Чонкапка, Каинда, Караарча, Ташарык, Каракол, Талдыбулак. В «Бешташе» создан спортивно-туристический комплекс с бассейном.
Одна из достопримечательностей города — бывший лесопарк из тополево-ивового и берёзового леса с примыкающей к нему рекой Талас, раскинувшей свои рукава с северной стороны. В долинных ущельях организованы такие заповедники и заказники, как, например, Кировский государственный заказник, специализирующийся на диких птицах и зайцах, охотничье хозяйство; в ущелье Урмарал размещён специализированный Узунакматский государственный заповедник диких животных. Особенно интересны уникальные ущелья, рыболовные реки, карстовые и обвальные высокогорные озёра, лесные массивы, минеральные воды, лечебные грязи, природные пещеры и водопады.

## Образование

### ВУЗы
- Таласский государственный университет

#### Учебные заведения
- Таласский медицинский колледж
- Таласский аграрно-экономический колледж
- ИСИТО
- ТВЭК
- Таласский лицей «Манас-Ата» — Сапат
- Учебно-воспитательный лицей-комплекс «Мээрим» Талас